# Om morgondagen vet man aldrig
Om morgondagen vet man aldrig är en svensk film från 2006, regisserad och producerad av Kirsi Nevanti.

## Om filmen
Filmen spelades in med Robert Nordström som fotograf och klipptes av Jan Alvermark. Den premiärvisades 28 november 2006 på en filmfestival i Amsterdam och hade biopremiär den 11 december samma år på Orionteatern i Stockholm.

## Handling
Filmen handlar om Pontus och Maria. Efter åtta år som hemlös blir Pontus bäst i klassen på KTH och får vara med i TV, medan Maria lever samma tuffa liv som hon gjort innan.